# Mongoloraphidia manasiana
Mongoloraphidia manasiana är en halssländeart som beskrevs av H. Aspöck et al. 1996. Mongoloraphidia manasiana ingår i släktet Mongoloraphidia och familjen ormhalssländor. Inga underarter finns listade i Catalogue of Life.